# Leemvlekbladroller
De leemvlekbladroller (Cymolomia hartigiana) is een vlinder uit de familie bladrollers (Tortricidae). De wetenschappelijke naam is voor het eerst geldig gepubliceerd in 1840 door Saxesen.
De soort komt voor in Europa.